# Rudolf Nissl

Rudolf Nissl, in der Tirol-Nummer der Zeitschrift Die Woche, Heft Nr. 22/1919

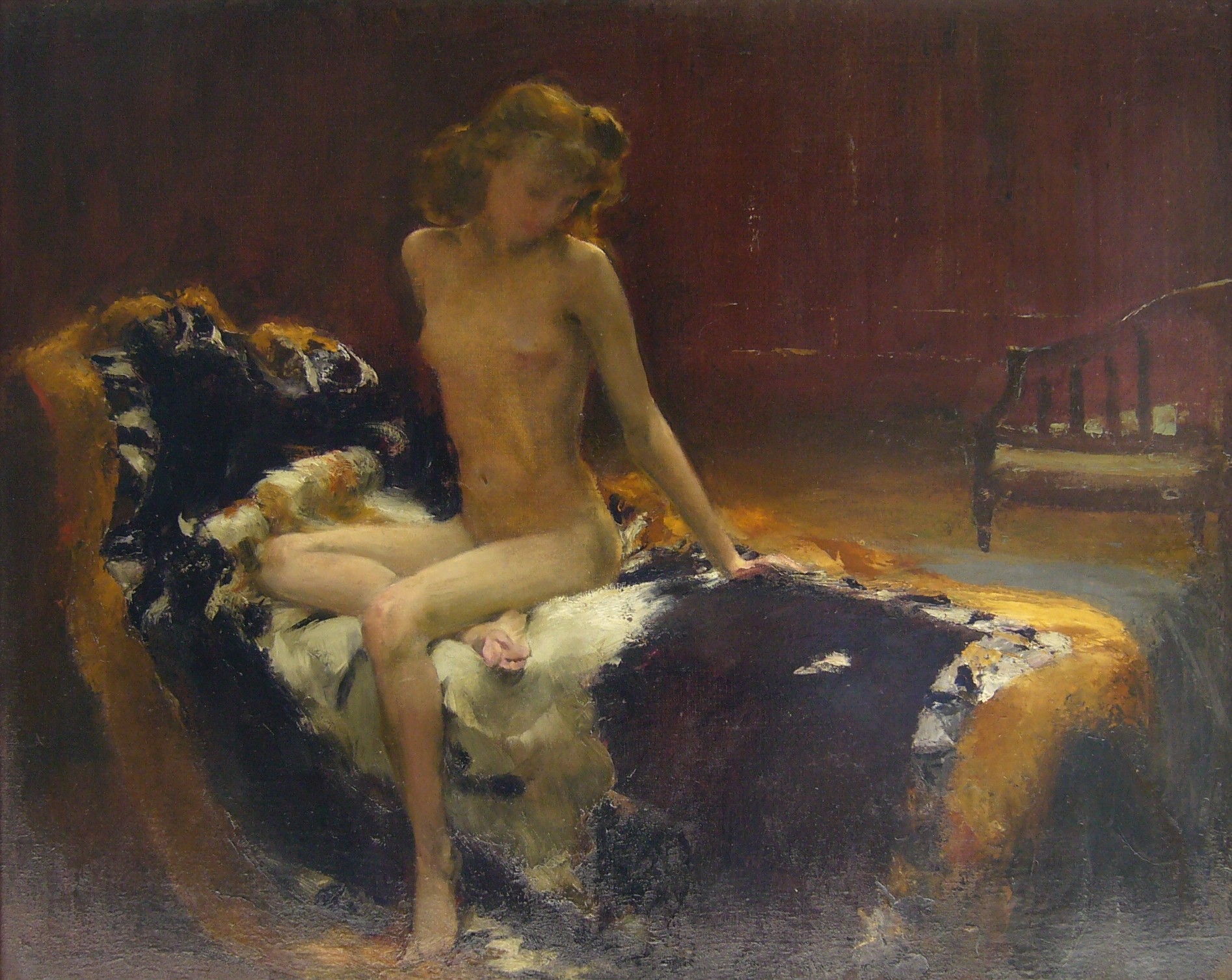
"Nacktes Mädchen" (1910), ausgestellt auf der Int. Kunstausstellung der Münchner Secession vom 16. Mai bis 31. Oktober 1911

Rudolf Nissl (* 13. April 1870 in Fügen; † 2. Oktober 1955 in München) war ein österreichisch-deutscher Maler.

## Leben
Nissl war der Sohn eines Gastwirts. Er besuchte zunächst die Staatsgewerbeschule in Innsbruck. Danach studierte er von 1887 bis 1889 in der Malklasse von Ludwig Schmid-Reutte und seit dem 13. Oktober 1888 als immatrikulierter Student bei Johann Caspar Herterich, Ludwig von Löfftz und Paul Hoecker an der Münchner Akademie. Ab 1895 war er Mitglied der Münchner und Wiener Secession, später auch Mitglied des Deutschen Künstlerbundes.
Nach dem Studium wohnte Nissl weiterhin in München. Malreisen führten ihn unter anderem nach Dinkelsbühl, Tittmoning, Trostberg und Ottobeuren. 1907/1908 unterrichtete er das Fach Stillleben an der Damenakademie des Münchner Künstlerinnenvereins. 1911 wurde ihm der Professorentitel verliehen.
Nissl malte vor allem Landschafen, außerdem weibliche Figurenbilder (insbesondere Akte), Stillleben, Porträts und Interieurs. Stilistisch ist sein Werk dem Realismus in verschiedenen Ausprägungen (u. a. Leibl-Schule, Neue Sachlichkeit) zuzuordnen. Er war von 1938 bis 1944 auf allen Großen Deutschen Kunstausstellungen in München mit großen Stillleben vertreten.